# Adolf Hirner
Adolf Hirner (ur. 3 maja 1965) – austriacki skoczek narciarski. Najlepsze wyniki w Pucharze Świata osiągnął w sezonie 1983/1984, kiedy zajął 18. miejsce w klasyfikacji generalnej. W całej swojej karierze raz stał na najniższym stopniu podium konkursów Pucharu Świata.

## Puchar Świata w skokach narciarskich

### Miejsca w klasyfikacji generalnej
| Sezon     | Miejsce |
| --------- | ------- |
| 1981/1982 | 41.     |
| 1982/1983 | 50.     |
| 1983/1984 | 18.     |
| 1984/1985 | 51.     |
| 1985/1986 | 59.     |

### Miejsca na podium w zawodach indywidualnych chronologicznie
1. Falun (6 marca 1984) – 3. miejsce